# Fildu de Jos
Fildu de Jos (en hongrois Alsófüld) est une commune roumaine du județ de Sălaj, dans la région historique de Transylvanie et dans la région de développement du Nord-ouest.

## Géographie
La commune de Fildu de Jos est située dans la sud du județ, à la limite avec le județ de Cluj, sur le cours supérieur de la rivière Almaș, au sud des Monts Meseș, à 6 km au nord de Huedin et à 57 km au sud de Zalău, le chef-lieu du județ.
Fildu de Jos appartient à la région ethnographique rurale de Kalotaszeg, à l'identité autrefois très marquée.
La municipalité est composée des quatre villages suivants (population en 2002) :
- Fildu de Jos (283), siège de la commune ;
- Fildu de Miljoc (456) ;
- Fildu de Sus (496) ;
- Tețisu (348).

## Histoire
La première mention écrite de la commune date de 1249 sous le nom de terra Fyld.
La commune, qui appartenait au royaume de Hongrie, faisait partie de la principauté de Transylvanie et elle en a donc suivi l'histoire.
Après le compromis de 1867 entre Autrichiens et Hongrois de l'empire d'Autriche, la principauté de Transylvanie disparaît et, en 1876, le royaume de Hongrie est partagé en comitats. Fildu de Jos intègre le comitat de Szilágy (Szilágymegye).
À la fin de la Première Guerre mondiale, l'Empire austro-hongrois disparaît et la commune rejoint la Grande Roumanie et le județ de Cluj.
En 1940, à la suite du deuxième arbitrage de Vienne, elle est annexée par la Hongrie jusqu'en 1944. Elle réintègre la Roumanie après la Seconde Guerre mondiale et, à ce moment-là, le județ de Salăj auquel elle appartient maintenant.

## Politique
Le conseil municipal de Fildu de Jos compte 9 sièges de conseillers municipaux. À l'issue des élections municipales de juin 2008, Ioan Mangău (PSD) a été élu maire de la commune.
| Parti                                      | Nombre de conseillers |
| ------------------------------------------ | --------------------- |
| Parti social-démocrate (PSD)               | 4                     |
| Union démocrate magyare de Roumanie (UDMR) | 2                     |
| Parti national libéral (PNL)               | 2                     |
| Parti démocrate-libéral (PD-L)             | 1                     |

## Religions
En 2002, la composition religieuse de la commune était la suivante :
- Chrétiens orthodoxes, 76,24 % ;
- Réformés, 20,96 % ;
- Pentecôtistes, 2,02 %.

## Démographie
En 1910, à l'époque austro-hongroise, la commune comptait 2 008 Roumains (82,74 %) et 416 Hongrois (17,14 %).
En 1930, on dénombrait 1 964 Roumains (77,57 %), 506 Hongrois (19,98 %) et 61 Tsiganes (2,41 %).
En 1956, après la Seconde Guerre mondiale, 2 014 Roumains (77,11 %) côtoyaient 529 Hongrois (20,25 %) et 68 Tsiganes (2,60 %).
En 2002, la commune comptait 999 Roumains (63,10 %), 336 Hongrois (21,22 %) et 245 Tsiganes (15,47 %). On comptait à cette date 667 ménages et 655 logements.
| 1850  | 1880  | 1900  | 1910  | 1920  | 1930  | 1941  | 1956  | 1966  |
| ----- | ----- | ----- | ----- | ----- | ----- | ----- | ----- | ----- |
| 1 995 | 2 072 | 2 364 | 2 427 | 2 453 | 2 532 | 2 649 | 2 612 | 2 456 |

| 1977  | 1992  | 2002  | 2007  | - | - | - | - | - |
| ----- | ----- | ----- | ----- | - | - | - | - | - |
| 2 317 | 1 764 | 1 583 | 1 353 | - | - | - | - | - |

## Économie
L'économie de la commune repose sur l'agriculture (pommes de terre), l'élevage, l'exploitation des forêts et la transformation du bois.

## Communications

### Routes
Fildu de Jos est située sur la route nationale DN1G Jibou-Huedin.

## Lieux et monuments

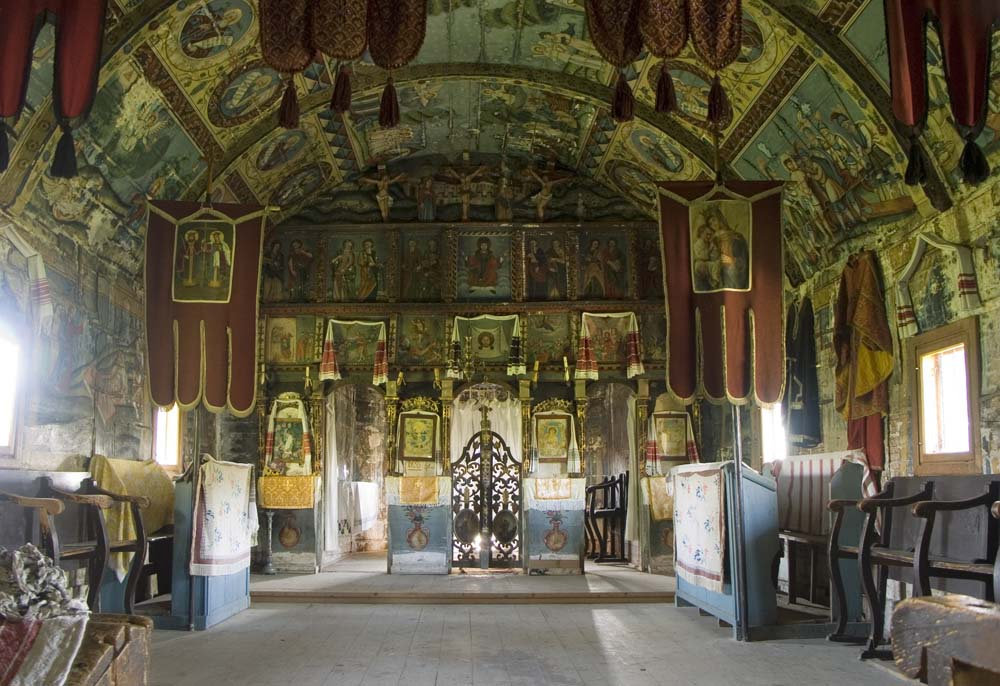
La nef de l'église de Fildu de Sus

- Fildu de Jos, église orthodoxe des Sts Archanges datant de 1630.

- Fildu de Jos, église en bois orthodoxe de la descente de l'Esprit Saint (Pentecôte) (Pogorârea Sfantului Duh) datant de 1727, avec des fresques de 1846[7].

- Tețisu, église réformée du XIVe siècle.